# Punta Peña Blanca (Malvinas)
Punta Peña Blanca (51°54′S 59°35′O / -51.900, -59.583) (en inglés: Whitecliff Point) es una península que se encuentra en la costa sudoeste de la isla Soledad del archipiélago de las Malvinas, que según la Organización de las Naciones Unidas (ONU), está en litigio de soberanía entre el Reino Unido, quien lo administra como parte del territorio británico de ultramar de las Malvinas, y la Argentina, quien reclama su devolución, y la integra en el departamento Islas del Atlántico Sur de la provincia de Tierra del Fuego, Antártida e Islas del Atlántico Sur.  
Constituye el extremo septentrional del Rincón del Fuego, y penetra en el Estrecho de San Carlos a la latitud de la Isla de la Barra. Además, junto al extremo del Rincón Ruana, forman la entrada al puerto Rey, encontrándose al sudeste de los islotes Tyssen.

## Historia
Durante la guerra de las Malvinas, el 16 de mayo de 1982, se libró una acción aeronaval menor en las inmediaciones de esta punta, que culminó con la inutilización del buque argentino ELMA Río Carcarañá por parte de los británicos.